# Zakony i zgromadzenia franciszkańskie
Zakony i zgromadzenia franciszkańskie – zakony i zgromadzenia zakonne Kościoła katolickiego, założone lub współzałożone przez św. Franciszka z Asyżu, bądź odwołujące się do jego osoby i duchowości. Obok nich istnieją zgromadzenia lub stowarzyszenia nawiązujące do św. Franciszka, ale pozostające poza obrębem Kościoła katolickiego.

## Podział
Każdy z zakonów lub zgromadzeń franciszkańskich można przyporządkować do trzech grup, zwanych tradycyjne: I, II i III Zakonem franciszkańskim. Stąd św. Franciszka z Asyżu obdarzono w Kościele katolickim tytułem „założyciela trzech zakonów”. Nie należy rozumieć tu pojęcia „zakon” w sensie ścisłym, ale jako rodzinę zakonów. Przyjmuje się tu następujące kryteria:
- I Zakon franciszkański – obejmuje zakony męskie, które przyjęły regułę św. Franciszka zatwierdzoną przez papieża Honoriusza III w 1223;
- II Zakon franciszkański – obejmuje zakony żeńskie, żyjące według reguły św. Klary, zatwierdzonej przez papieża Innocentego IV w 1253, bądź reguły papieża Urbana IV (1263). Klasztory II Zakonu znajdują się pod opieką jednego z zakonów I Zakonu franciszkańskiego;
- III Zakon franciszkański – obejmuje zakony i zgromadzenia męskie oraz żeńskie jak i Franciszkański Zakon Świeckich. Brak jednej wspólnej reguły. Za taką uchodził prawdopodobnie „List do wiernych” św. Franciszka, będący luźnym zbiorem wskazań dotyczących prowadzenia gorliwego życia religijnego. Kryterium przynależności danego instytutu życia konsekrowanego do III Zakonu jest jego afiliacja. Klasztory III Zakonu czy grupy Franciszkańskiego Zakonu Świeckich znajdują się pod opieką jednego z zakonów I Zakonu franciszkańskiego.

## Rola św. Franciszka w powstaniu zakonów
Choć św. Franciszek nazywany jest „założycielem trzech zakonów”, w sposób ścisły odnosi się to tylko do I Zakonu – Zakonu Braci Mniejszych, zatwierdzonego ustnie w 1209. Jeśli chodzi o II Zakon, Franciszek jedynie pomógł św. Klarze i jej towarzyszkom osiedlić się w klasztorze św. Damiana w Asyżu, sprawując nad nimi opiekę duchową, nie przypisując im jednak żadnej reguły. Udzielił wprawdzie wskazań w „Sposobie życia przekazanego św. Klarze”, jest to jednak krótki dokument o charakterze raczej zachęty, niż ustawy. Podobnie III Zakon był oddolną inicjatywą ludzi świeckich, pragnących bardziej radykalnie żyć według Ewangelii. Franciszek nie poczynił żadnych działań o charakterze ustawodawczym czy też organizacyjnym, nie licząc „Listu do wiernych” – dokumentu, który jednak nie zawiera żadnych wskazań prawnych dotyczących tego zakonu.